# Liste der Monuments historiques in Le Bouscat
Die Liste der Monuments historiques in Le Bouscat führt die Monuments historiques in der französischen Gemeinde Le Bouscat auf.

## Liste der Bauwerke
| Bezeichnung      | Beschreibung | Standort | Kennzeichnung | Schutzstatus | Datum | Bild           |
| ---------------- | ------------ | -------- | ------------- | ------------ | ----- | -------------- |
| Castel d'Andorte |              | (Lage)   | PA00083488    | Inscrit      | 2009  | weitere Bilder |
| Villa Jeanne     |              | (Lage)   | PA33000038    | Inscrit      | 2001  |                |

## Liste der Objekte
| Bezeichnung      | Beschreibung  | Standort     | Kennzeichnung | Schutzstatus | Datum | Bild |
| ---------------- | ------------- | ------------ | ------------- | ------------ | ----- | ---- |
| Vier Bas-Reliefs | Paläolithikum | Privatbesitz | PM33001054    | Classé       | 1926  |      |